# Giambattista Vico

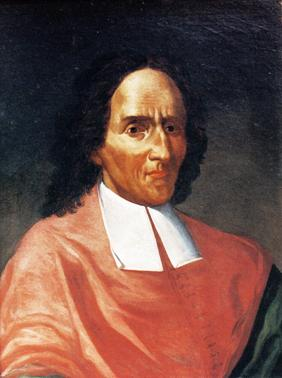

Giambattista Vico, alternativt Giovanni Battista Vico, född 23 juni 1668 i Neapel, död 23 januari 1744 i Neapel, var en italiensk historiker, retoriker, filosof och jurist. Vico är känd för sin verum factum-princip inom argumentationsteorin, sin kritik mot cartesianismen (Descartes teorier), och ricorsoteorin i sin civilisationsanalys. 
Vico räknas som grundare av den moderna historiefilosofin och den som förklarade myters betydelse för mänskligt tänkande.

## Biografi
Vico föddes i Neapel i södra Italien som son till en bokförsäljare och dottern till en vagnmakare. Efter att ha fått avsluta flera påbörjade studier vid läroverk och därtill avogt inställd till jesuiternas skolastik, fick han sin utbildning i hemmet. Han drabbades av tyfus 1686, och efter tillfrisknandet tog han tjänst som lärare i Vatolla, söder om Salerno, där han stannade i nio år. 
1699 gifte sig Vico med en barndomsvän, Teresa Destito, och samma år fick han en professur i retorik vid universitetet i Neapel. Under hela sin karriär skulle han försöka få en tjänst i juridik, vilket var högre aktat, men utan framgång. Han utnämndes emellertid 1734 till kunglig historiograf hos kung Karl III av Neapel, något som inbringade en mycket högre lön än professuren skulle ha gjort. Han återgick trots detta till sin tjänst vid universitetet, men dålig hälsa ledde till att han begärde avsked 1741, och efterträddes av sin son Gennaro. 
Han avled i sitt hem i Neapel 1744.

## Retorik och humanism
Vicos retoriska teorier är en kombination av hans humanism och pedagogiska intentioner. I egenskap av kunglig professor i latin hade han till uppgift att utbilda traktens begåvningar och framtida ledare i retorik och förbereda dem för studier i juridik och rättsväsen. Han argumenterar i sitt tal De Studiorum Ratione 1708 för att samtliga som tänker sig ett offentligt liv borde lära sig att argumentera såväl för sin egen som sin motståndares ståndpunkt, detta för att lära sig urskilja de mest hållbara ståndpunkterna och förutsäga hur motståndare skulle kunna angripa dem. Vicos retorik grundar sig på klassiska källor och Aristoteles syn på dess funktion av argumentering. Hans återkoppling till de klassiska källorna placerar honom i den humanistiska traditionen, och likaså det faktum att han förespråkar det civila livet och professionalism.
Hans influenser var framför allt Lorenzo Valla, Platon, Francis Bacon och Hugo Grotius.

## Verum factum- Descarteskritik
Han skriver själv i sina memoarer att han flyttade tillbaka till Neapel för att utröna Descartes naturlära. Descartes var en filosof på modet, vars betydelse huvudsakligen låg i vetenskaplig verifikation; ett grundläggande begrepp i retoriken. I De Italorum Sapientia hävdar Vico i motsats till Descartes, att sanning förstås genom en konstruktion, föreställelse eller uppfinning och inte genom observation. I stället för att se förnuftet som en kedja av verifierade axiom, menar Vico att kunskap kan endast nås om sådant som man kan skapa, sådant som blir genom ens egna gärningar. Naturen kan vi inte förstå - det är bara Gud som kan det, för Gud har skapat den. Det människan däremot kan nå kunskap om är sådant som hon själv skapat; sin historia, matematik och så vidare. Detta har kommit att kallas verum factum-principen. 
Bertrand Russell diskuterar verum factum-principen i Västerlandets visdom, och belägger den genom att beskriva hur kunskap om musik erhålls. Det räcker inte med att lyssna till musik för att förstå ett visst stycke, utan det måste rekonstrueras, menar Russell: "det är genom att se begreppen i verksamhet som vi lär oss att rätt förstå dem." (s. 208) Och innan människan når fram till begreppen tänker hon i symboler, varför fantasin är central för kunskapsprocessen.

## Scienza Nuova: Ricorsoteorin
Vico började skriva Scienza Nuova (egentligen Principi di una scienza nuova d'intorno alla comune natura delle nazioni) sponsrad av kardinal Corsini, sedermera påve Clemens XII, men denne drog tillbaka sitt stöd. Den första utgåvan publicerades 1725, en andra omarbetad utgåva 1730, och en tredje 1744; ingen av dem fick någon större uppmärksamhet under Vicos livstid.
I Scienza Nuova tillämpar Vico verum factum-principen i en teori om historien. Naturen kan inte människan få kunskap om; man kan inte föreställa sig hur det är att vara något annat än en människa, men däremot kan människan ha kunskap om historien som är hennes egen skapelse. Han menar att civilisationer uppträder cykliskt i tre faser. Varje fas karakteriseras av distinkta politiska och sociala särdrag, och symboliseras av litterära troper och symboler.  
- Giganti - den primitiva eller gudomliga fasen, liknas vid metaforen för att den jämställer de gudomliga och naturliga fenomenen; en fas med en poetisk karaktär och fantasi, med en metafysisk syn på världen. Under den första fasen skapas lagar för de enskilda. Denna fas hade uppträtt i det antika Grekland, Rom, och Europa.
- Den heroiska fasen, liknas vid metonymin och synekdoken för övergången till feodala och monarkistiska institutioner, omgärdade av idealiserande symboler. Denna fas kännetecknas av klasskillnader.
- Den mänskliga fasen, liknas vid ironin och kännetecknas av populism och demokrati, och allmänna lagar. Under denna fas är rationalismen utpräglad, vilket leder till barbarie della reflessione, barbari av reflektion, och civilisationen övergår alltmera till den poetiska eran.

Detta var inte avsett som en estetisk betraktelse av historien, utan som en epistemologisk. De första människorna kunde inte ta till sig rationalism, utan tänkte i poetiska banor, samt utvecklade sensus communis, ett kollektivt medvetande. Själva cykeln kallade Vico storia ideale eternal, den eviga idealhistorien.
Denna teori var den första teorin om samhällens utveckling, och Vico blir därigenom en viktig inspirationskälla till Auguste Comte och sociologins födelse.

## De nostri temporis studiorum ratione:Om vår tids studiemetod
De nostri temporis studiorum ratione kom ut år 1708. Här presenterar Vico sina idéer om utbildning och hur vi människor lär oss bäst. Dessa metoder var inte begränsade till skolungdomar, utan till alla typer av mänsklig inlärning.
I boken jämför Vico antiken och den moderna tiden. Han menar att det nya på många sätt överträffar det gamla, framför allt inom naturvetenskap och teknik. Antiken var däremot bättre på andra saker, bland annat klokhet och vältalighet. Vico vill implementera klokheten och vältaligheten från antiken på den moderna tiden.
Vico, som förespråkar en fantasiorienterad inlärning överlag, betonar i De nostri temporis studiorum ratione hur viktig fantasi är för inlärningen, inte minst under barn- och ungdomsåren Genom fantasin får tänkandet rikedom på idéer.
Skolans undervisning motsvarar mest Vicos ideal om den:
1. Täcker många olika ämnen
2. Sker i former som anpassas till elevernas utvecklingsnivå för att..
3. ..stimulera uppfinningsförmågan
4. ..odla fantasin
5. ..träna minnet
6. ..öva ett klokt omdöme
7. ..utveckla språket och genom allt detta också
8. ..stödja vältaligheten[3]

Boken är skriven med en polemisk udd. Vico vänder sig mot cartesiansimen, detta utan att nämna Descartes. Descartes menar att all giltig kunskap vinns med samma metod. Först ser vi över våra egna uppfattningar och föreställningar. Allting som är oklart eller felaktigt tas bort. Utefter det bygger man vidare på denna grund med hjälp av logiska slutledningar. Vico som förespråkar retorikens topiska tänkande avvisar Descartes tro på en kunskap som är absolut och objektiv.
Om vår tids studiemetod omnämns i två nummer av Rhetorica Scandinavica. Först i ett nummer från 1998, där ett utdrag ur boken finns med och sedan även i ett nummer från 2006 där Lennart Hellspong skrivit en artikel.

## Inflytande
Fastän Vicos verk inte fick något större genomslag under hans livstid, har hans verk påverkat en stor mängd tänkare i olika läger och tider, som Samuel Taylor Coleridge, Johann Wolfgang von Goethe, Karl Marx, James Joyce, Benedetto Croce, Bertrand Russell, Edward Said, Oswald Spengler, Charles de Secondat de Montesquieu, Jean-Jacques Rousseau, och Robert Anton Wilson.
Croce skrev ett berömt verk om Vico 1913, La filosofia di Giambattista Vico  (Saggi filosofici. 2), som översattes till franska samma år, till engelska 1918, och till tyska 1927 av Erich Auerbach. Paul Colilli gav 2004 ut Vico and the Archives of Hermetic Reason. Isaiah Berlin har i Vico and Herder: Two Studies in the History of Ideas utfört en historiefilosofisk komparation med Herder som numera anses vara klassisk. Om Vicos humanism har Ernesto Grassi skrivit i Vico and Humanism: Essays on Vico, Heidegger, and Rhetoric.
Till minne av hans 300-årsdag utgavs hans samlade verk av Giorgio Tagliacozzo 1969.
På svenska finns endast hans självbiografi. Den utgavs 1999 på Atlantis och är översatt av Paul Enoksson.